# Drepanolejeunea pseudoneura
Drepanolejeunea pseudoneura là một loài Rêu trong họ Lejeuneaceae. Loài này được (A. Evans) Grolle mô tả khoa học đầu tiên năm 1988.